# 11-й танковый полк
11-й танковый полк (11 тп, в/ч 41611) — тактическое формирование Сухопутных войск Российской Федерации. Находится в составе 18-й гвардейской мотострелковой дивизии.
Пункт постоянной дислокации — г. Гусев Калининградской области.

## История
Первоначально создан как 11-й отдельный танковый батальон. Затем в январе 2019 года отдельный танковый батальон переформирован в 11-й отдельный танковый полк 11-го армейского корпуса с пунктом постоянной дислокации в г. Гусев. Личный состав полка разместили в реконструированном памятнике архитектуры XIX века. Реставрацию провели специально для военнослужащих и гражданского персонала 11-го отдельного танкового батальона Западного военного округа.
В 2021 году полк вошёл в состав 18-й гвардейской мотострелковой дивизии.
В 2024 году полк участвовал в боях в направлении села Глубокое Харьковской области.